# Датские демократы
Датские демократы (дат. Danmarksdemokraterne), официальное название — Датские демократы — Ингер Стойберг (дат. Danmarksdemokraterne — Inger Støjberg) — датская политическая партия, основанная в июне 2022 года бывшим министром иммиграции и интеграции Ингер Стойберг.
По результатам парламентских выборов 1 ноября 2022 года партия получила 14 мандатов в фолькетинге, став пятой по величине партией.